# Lopidea marginata
Lopidea marginata är en insektsart som beskrevs av Philip Reese Uhler 1894. Lopidea marginata ingår i släktet Lopidea och familjen ängsskinnbaggar. Inga underarter finns listade i Catalogue of Life.